# Стоян Иванов
 Тази статия е за воденския войвода на ВМОРО.  За малешевския вижте Стоян Кантуров.  
Стоян Иванов Поплуков – Евлогиев е български революционер, деец на Вътрешната македоно-одринска революционна организация.

## Биография
Стоян Иванов е роден през 1879 година в Панагюрище и е по-малък брат на войводата от ВМОРО Лука Иванов.
Търговец по професия, на младини Поплуков е много близък приятел и последовател на сиромахомила Спиро Гулабчев. В 1898 година редактира социалистическия вестник „Политическа свобода“. По-късно става привърженик на Демократическата партия на Петко Каравелов. Като демократ дълго време е отговорен редактор на вестник „Пряпорец“. Виден кооперативен деятел Поплуков издава вестник „Българска кооперация“.
Поплуков активно подпомага революционното движение с парични средства. На няколко пъти Стоян Иванов финансира и четата на брат си. След смъртта на Лука Иванов през 1906 година и на неговия заместник Тодор Чочков от село Серменин в началото на 1907, Стоян Иванов става главен районен войвода във Воденско като негови подвойводи са Иван Манафа, Иванчо Христов, Никола Иванов и Христо Чичов. Въоръжава със собствени средства чета от 20 души и от пролетта на 1907 година до юли 1908 година води четата и дава сражения на гръцките чети в Македония.
След Младотурската революция в 1908 година се завръща в България и продължава търговската си дейност.
Участва във Балканската война, Междусъюзническата война и Първата световна война.
Умира в 1933 година в София.